# The Art Institute of Boston
The Art Institute of Boston (AIB) ist eine private Kunsthochschule und gehört zu der Bostoner Lesley University. Animation, Design, Fine Arts, Illustration und Fotografie können hier mit dem Bachelor abgeschlossen werden. Fine Arts und Fotografie sind Masterstudiengänge. Die Hochschule gibt an, dass 10 Studenten auf einen Lehrkörper kommen.

## Geschichte
Roy Davidson gründete 1912 die School of Practical Art. 1967 wurde die Hochschule in The Art Institute of Boston umbenannt. Die AIB ist Mitglied der AICAD (Association of Independent Colleges of Art and Design), einer Vereinigung von sechsunddreißig führenden Kunsthochschulen in den Vereinigten Staaten.
1998 wurden die AIB und die Lesley University zusammengelegt. Die Lesley University befindet sich in Cambridge, Massachusetts und wurde 1909 gegründet.

## Campus

### Einrichtungen
Die AIB befindet sich in der Nachbarschaft des Kenmore Square in der Innenstadt Bostons. Die meisten Veranstaltungen der AIB finden in zwei Gebäuden der 20er Jahre statt. Sie befinden sich in 700 Bacon Street und 601 Newburry Street und verfügen über Computer Labs, Klassenräume, Werkräume und Bureaus. In 700 Bacon Street befindet sich die AIB Bibliothek, das Bureau des Dekans und die Räume des Fotografie-Studiengangs sowie ein Café. Getrennt davon sind die Räume der Fine Arts und Animation Studenten in 601 Newburry Street. Die Studentenwohnheime befinden sich am Campus der Lesley University in Cambridge.

### Galerien
Die AIB verfügt über drei Galerien. Die Hauptgalerie befindet sich in 700 Bacon Street und bietet Platz für wechselnde Ausstellungen. Eine weitere Galerie befindet sich in 601 Newburry Street. Dort werden Arbeiten  der Studenten, insbesondere der Studenten der Fine Arts, ausstellt. Die dritte Galerie in einem Gebäude der Lesley University in Cambridge zeigt eine Vielfalt von Ausstellungen der Lehrkräfte, Studenten und weiterer Künstler. Der Zutritt zu allen Galerien ist frei.

## Studiengänge und Studienverlauf
Im Herbstsemester 2006 zählte die Hochschule ca. 650 Bachelor- und 150 Masterstudenten. Der Bachelor of Fine Arts besteht aus einem intensiven vier-Jahre-Studium in Animation, Fine Arts, Grafikdesign, Illustration und Fotografie. Es ist auch möglich das Studium in Design, Illustration und Illustration und Kunstgeschichte innerhalb von fünf Jahren mit dem Bachelor abzuschließen. Studenten, die bereits über den Bachelor of Arts oder den Bachelor of Science verfügen, können in zwei Jahren einen Design-Abschluss erreichen. Außerdem gibt es den Masterstudiengang für Fine Arts in Visual Arts.

## Auslandsstudium der AIB
Auslandsstudien werden von der AIB unterstützt. Die AIB ist Partner von Hochschulen in Irland, Italien, Frankreich, Niederlande und Deutschland. Die Studenten können Studio Art, Geisteswissenschaften, Italienisch und italienische Kultur an der Italian Language und am Art Institute in Florenz studieren, Fine Arts und Französisch und französische Kultur sind verfügbar an der Pont-Aven School of Art in Frankreich. Studenten des Studiengangs Fine Arts und Illustration können ein Auslandssemester am Buren College of Art in Irland verbringen. Design- und Illustrationstudenten haben die Möglichkeit, ihr Junior oder Master Year in Rotterdam, Niederlande an der Willem de Kooning Academie Akademie zu meistern. Eine weitere Partnerschaft besteht zwischen der AIB und Hochschule für Künste in Bremen, wo die Studenten den Studiengang Digitale Medien belegen können, welcher mit drei weiteren Hochschulen kooperiert, der Universität Bremen, der Hochschule Bremen und der Hochschule Bremerhaven.